# 18404 Kenichi
18404 Kenichi este un asteroid din centura principală de asteroizi.

## Descriere
18404 Kenichi este un asteroid din centura principală de asteroizi. A fost descoperit pe 20 martie 1993 la Kitami de Kin Endate și Kazuro Watanabe. Asteroidul prezintă o orbită caracterizată de o semiaxă mare de 2,76 ua, o excentricitate de 0,17 și o înclinație de 9,9° în raport cu ecliptica.